# Dickkieferspinnen (Gattung)
Die Dickkieferspinnen oder Eigentliche Kieferspinnen (Pachygnatha) bilden eine Gattung der Webspinnen innerhalb der Familie der Streckerspinnen (Tetragnathidae), die mitunter ebenfalls als Dickkieferspinnen bezeichnet werden. Die Arten der auf vielen Teilen der Welt verbreiteten Gattung sind besonders durch ihre bemerkenswerte hybride Lebensweise erwähnenswert. Die ausgewachsenen Spinnen legen anders als die Jungtiere keine Spinnennetze an, sondern jagen freilaufend.

## Beschreibung

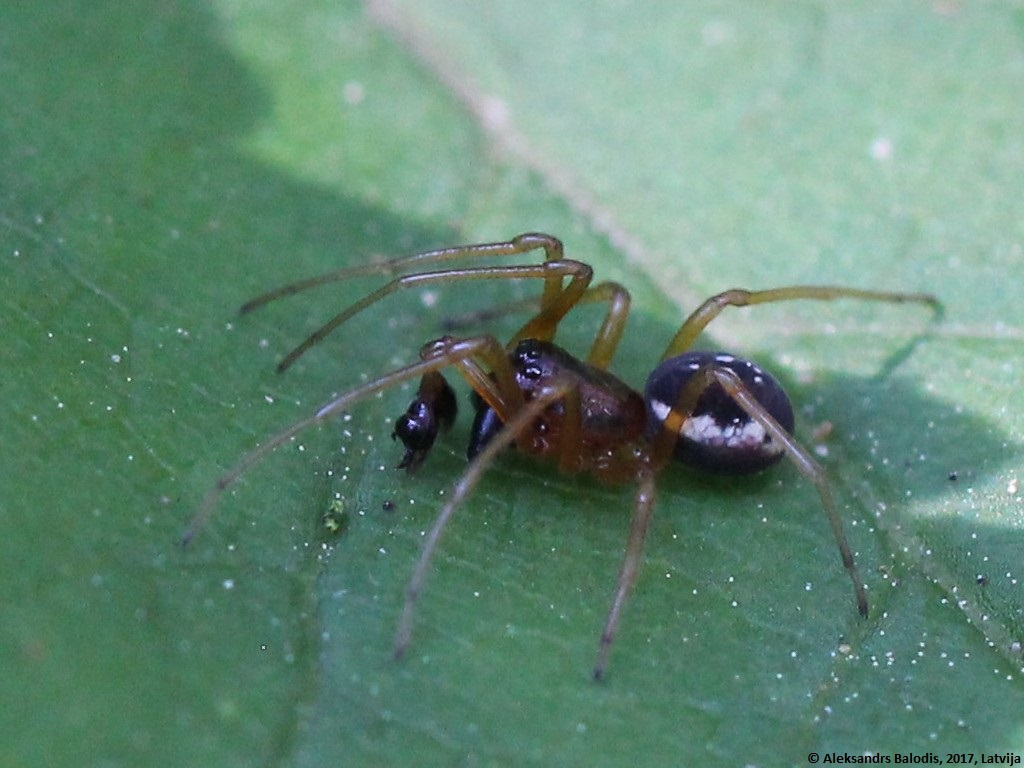
Männchen der Dunklen Dickkieferspinne (P. degeeri)

Die Dickkieferspinnen sind eher kleinere Spinnen und entsprechen hinsichtlich ihres grundsätzlichen Körperbaus dem anderer Streckerspinnen (Tetragnathidae), verfügen allerdings über ein ovales und im vorderen Bereich abgestumpftes Prosoma (Vorderkörper), dessen Oberfläche unbehaart und meist glänzend ist.
Die Dickkieferspinnen verfügen wie die Mehrzahl der Spinnen über acht Augen. Davon sind vier mittig angeordnet und etwas seitlich nach hinten versetzt liegen die beiden anderen Augenpaare. Auffällig sind die kräftigen Cheliceren (Kieferklauen), die besonders bei den Männchen stark vergrößert sind. Das Sternum (Brustplatte des Prosomas) ist im Gegensatz zu dem anderer Streckerspinnen nicht glatt, sondern verfügt über sehr kleine Einbuchtungen. Außerdem erscheint das Labium (Lippe) distal (weiter von der Körpermitte entfernt gelegen) weniger geschwollen.
Die Beine fallen verglichen mit denen anderer Streckerspinnen vergleichsweise kurz aus. Bei den Männchen sind sie länger als bei den Weibchen. Die Beine sind einfarbig gelblich bis orange gefärbt. An den gesamten Beinen sind wenige eher schwach ausgebildete Stacheln vorhanden. Die Femora des ersten und zweiten Beinpaares verfügen über zwei oder drei gruppenartige Anordnungen von Trichobothria (lange Tasthaare) sowohl auf dorsaler (oberer) Seite als auch am proximalen (zur Körpermitte zu gelegen) Ende.
Das Opisthosoma (Hinterleib) ist wie das Prosoma ebenfalls oval, allerdings länglicher. Oftmals trägt es ein Folium  mit einer Längsreihe heller, eckiger Flecken. Die Arten der Dickkieferspinnen können recht variabel gefärbt sein.

### Genitalmorphologische Merkmale

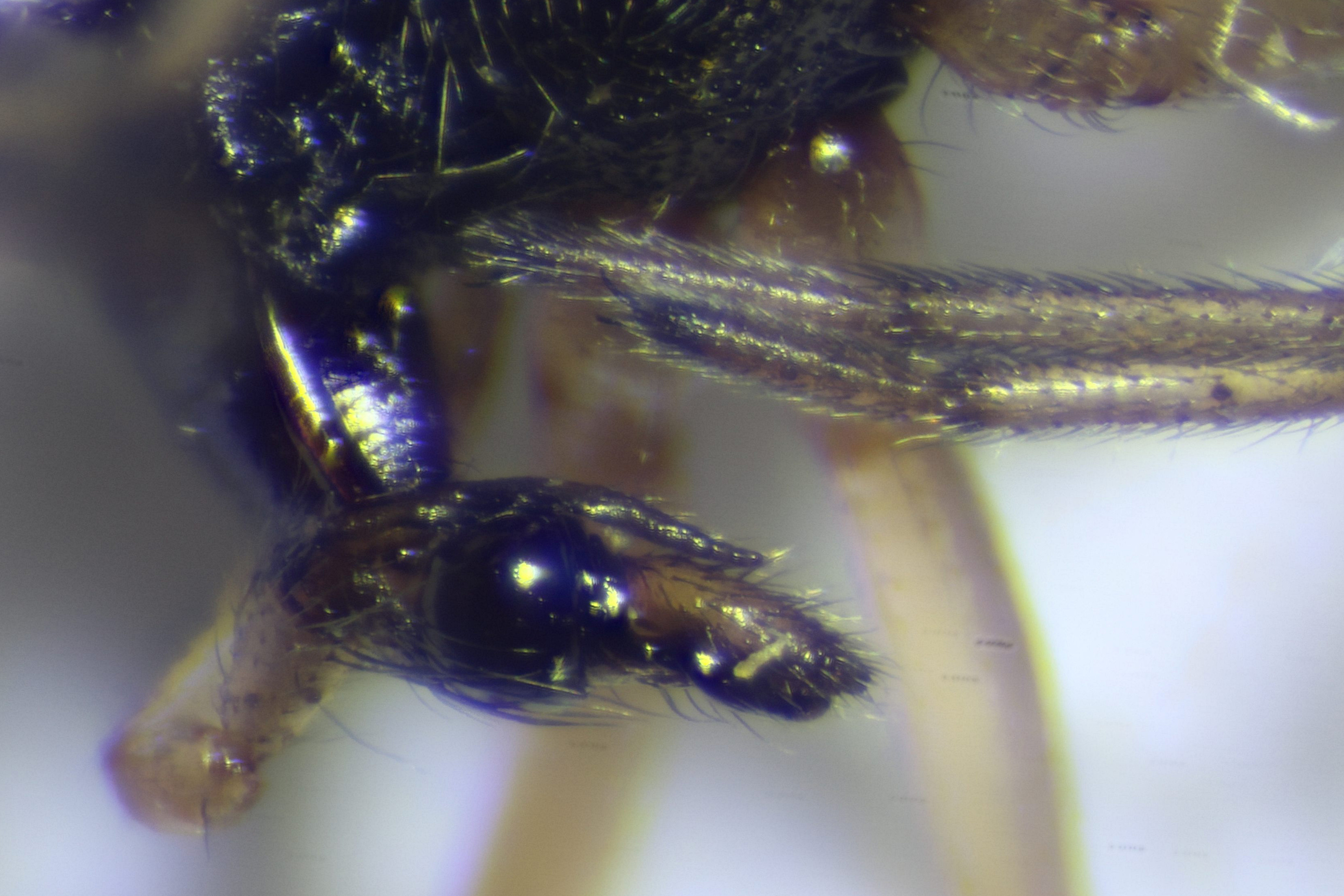
Bulbus eines Männchens der Dunklen Dickkieferspinne (P. degeeri)

Die Bulbi (männliche Geschlechtsorgane) der Dickkieferspinnen ähneln denen der Höhlenradnetzspinnen (Meta) und der Eigentlichen Streckerspinnen (Tetragnatha) und verfügen neben dem ähnlichen Grundaufbau ebenfalls über Paracymbii (Fortsätze der Cymbii, bzw. der ersten Sklerite der Bulbi). Die Epigyne (weibliches Geschlechtsorgan) ist auch vergleichsweise simpel gebaut. Der genaue Aufbau der Geschlechtsorgane ist der sicherste Weg, die Arten der Gattung voneinander zu unterscheiden.

### Den Dickkieferspinnen ähnliche Spinnen

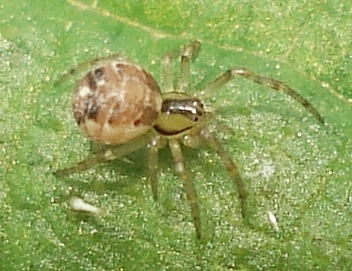
Weibchen der Braunweißen Kugelspinne (Phylloneta impressa)

Die Dickkieferspinnen werden gelegentlich mit Arten der Echten Radnetzspinnen (Araneidae) oder der Kugelspinnen (Theridiidae) verwechselt, denen sie hinsichtlich ihres Habitus ähneln.

## Vorkommen

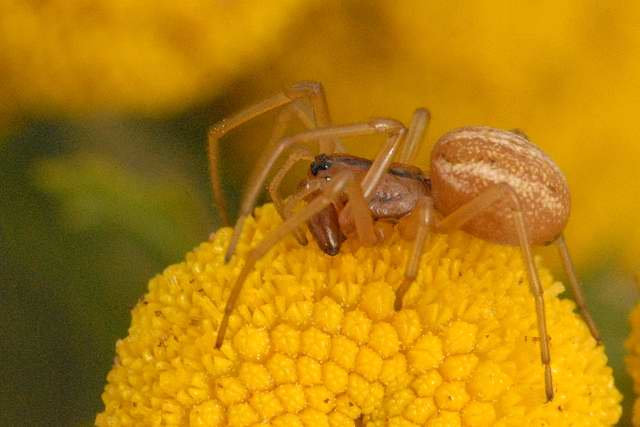
Weibchen der Großen Dickkieferspinne (P. clercki) beim Schloss Commanster in Belgien (Provinz Luxemburg).

Die Arten Dickkieferspinnen sind mit Ausnahme von Mittel- und Südamerika sowie den Polarregionen weltweit vertreten. Der Verbreitungsschwerpunkt der Gattung liegt in Afrika, Europa und Asien, während vergleichsweise wenige Arten in Nordamerika vorkommen.

### Arten im deutschsprachigen Raum

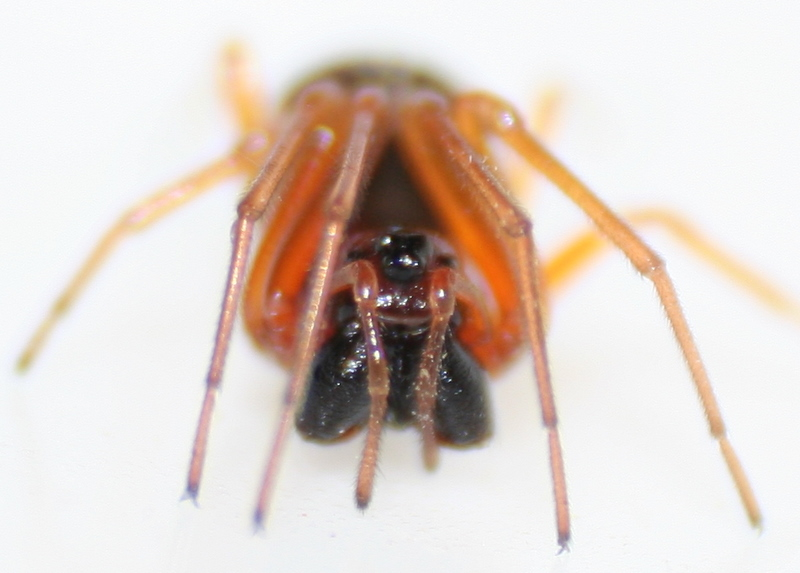
Die Wald-Dickkieferspinne (P. listeri) ist eine von vier im deutschsprachigen Raum vorkommenden Vertretern der Gattung.

Vier Arten der Dickkieferspinnen sind vier im deutschsprachigen Raum vertreten. Die Arten und die jeweiligen Länder sind:
- Große Dickkieferspinne (P. clercki) - Deutschland, Österreich & die Schweiz
- Dunkle Dickkieferspinne (P. degeeri) -  Deutschland, Österreich & die Schweiz
- Wald-Dickkieferspinne (P. listeri) - Deutschland, Österreich & die Schweiz
- Pachygnatha terilis - Österreich & die Schweiz

### Lebensräume

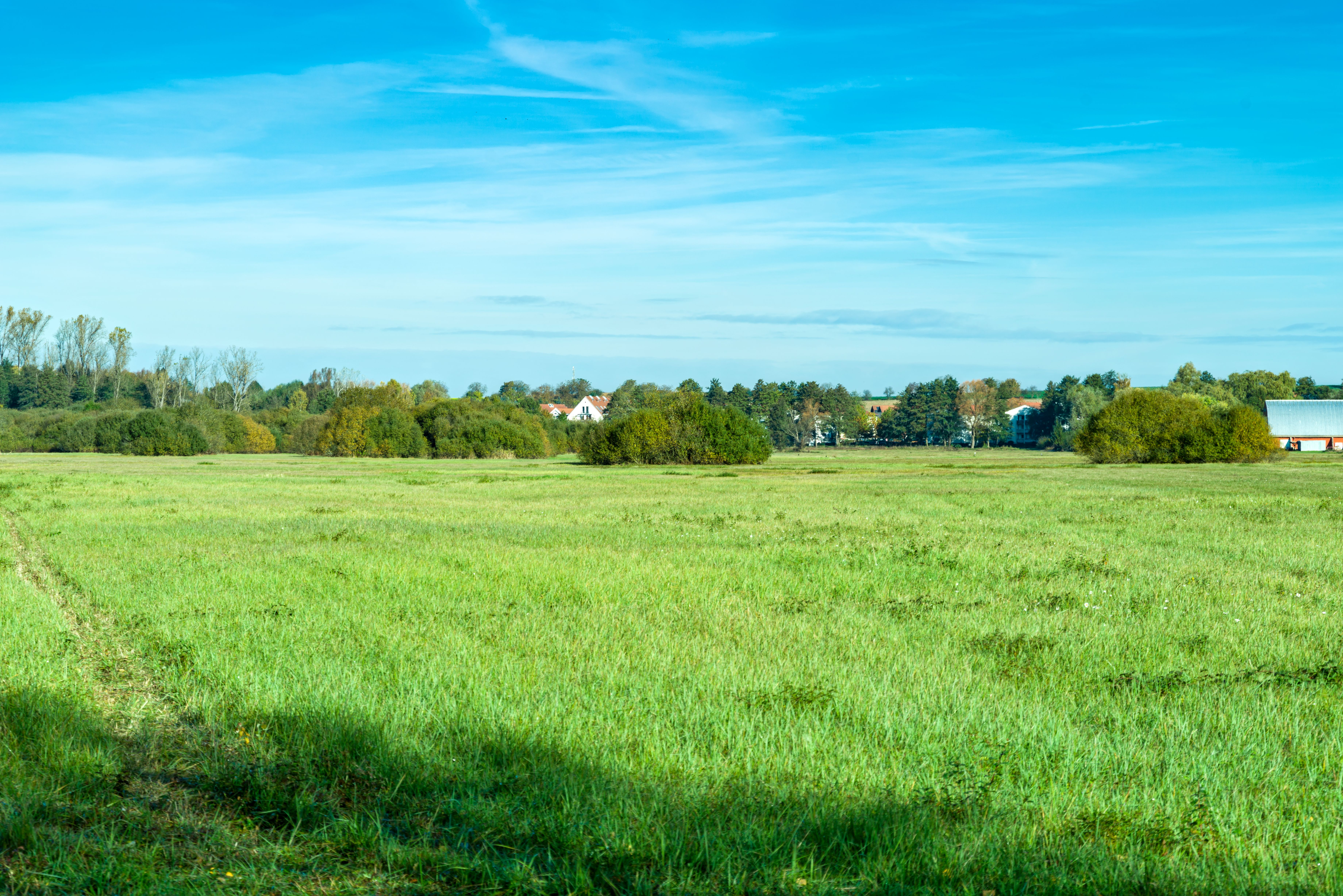
Von vielen Dickkieferspinnen werden oftmals feuchte Habitate wie diese Feuchtwiese im Naturschutzgebiet Mühlmatten im Stadtteil Hochdorf von Freiburg im Breisgau bewohnt.

Die Dickkieferspinnen bevorzugen feuchtere Habitate (Lebensräume) und halten sich dort zumeist in niedriger Vegetation oder direkt auf dem Boden auf. Minimale Unterschiede treten dann innerhalb der einzelnen Arten auf. Während etwa die Große Dickkieferspinne (P. clercki) feuchtes Schattiges Gelände und Feuchtwiesen bevorzugt, so ist die Wald-Dickkieferspinne (P. listeri) entsprechend ihrem Trivialnamen in feuchten und schattigen Flächen in Wäldern bevorzugt anzutreffen. Gleiches gilt für die wahrscheinlich auf ein kleines Gebiet in den Südalpen beschränkte Art Pachygnatha terilis, die hier erst seit 1991 nachgewiesen ist. Die Dunkle Dickkieferspinne (P. degeeri) bewohnt trockenes und feuchtes Ödland genauso wie Waldlichtungen und Gartenanlagen.

### Bedrohung und Schutz
Über akute Bestandsbedrohungen einzelner Arten der Gattung liegen keine Informationen vor. In der Roten Liste gefährdeter Arten Tiere, Pflanzen und Pilze Deutschlands werden die drei in Deutschland vorkommenden Arten als „ungefährdet“ eingestuft und unterstehen somit keinem gesetzlichen Schutz. Allerdings wird Pachygnatha terilis in der Rote Liste der Spinnen Kärntens in die Kategorie „G“ („Gefährdung anzunehmen“) gestuft.

## Lebensweise

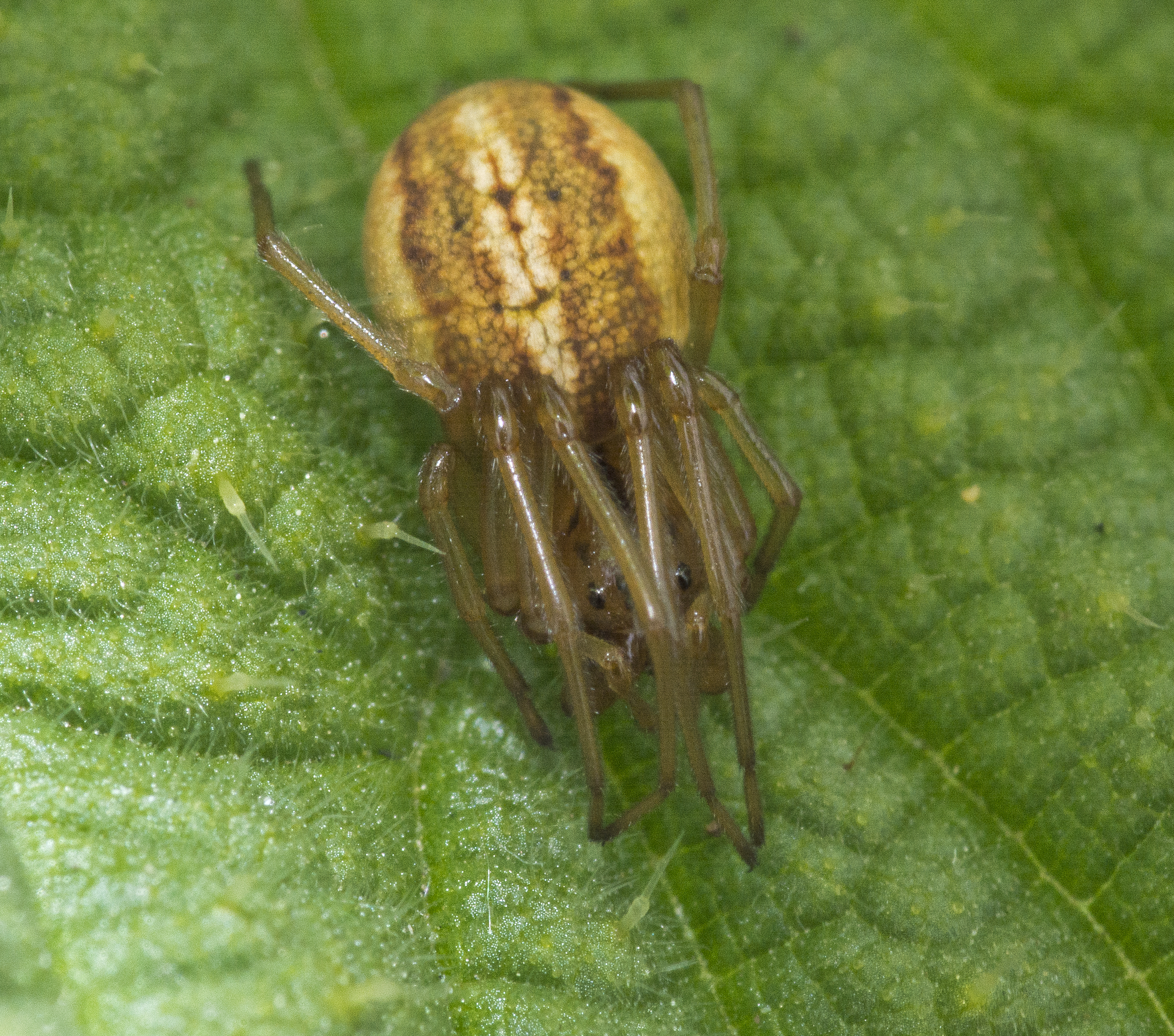
In der Vegetation ruhendes Weibchen der Großen Dickkieferspinne (P. clercki)

Die Dickkieferspinnen sind tagaktiv und halten sich anders als andere Streckerspinnen (Tetragnathidae) in Bodennähe auf. Die ausgewachsenen Tiere laufen dabei frei umher, während sie in der Nacht höhere Positionen in der Vegetation erklimmen und dabei auch Spinnfäden hinter sich anlegen. Die Jungtiere verbleiben in ihren Spinnennetzen. Man spricht dabei von einer hybriden Lebensweise.

### Jagdverhalten
Am bemerkenswertesten ist das sich unterscheidende Jagdverhalten jüngerer und ausgewachsener Exemplare der Dickkieferspinnen, die sich nach bisherigen Kenntnissen vollends unterscheiden und auch das bekannteste Merkmal der Gattung sind.

#### Jaddweise der ausgewachsenen Spinnen

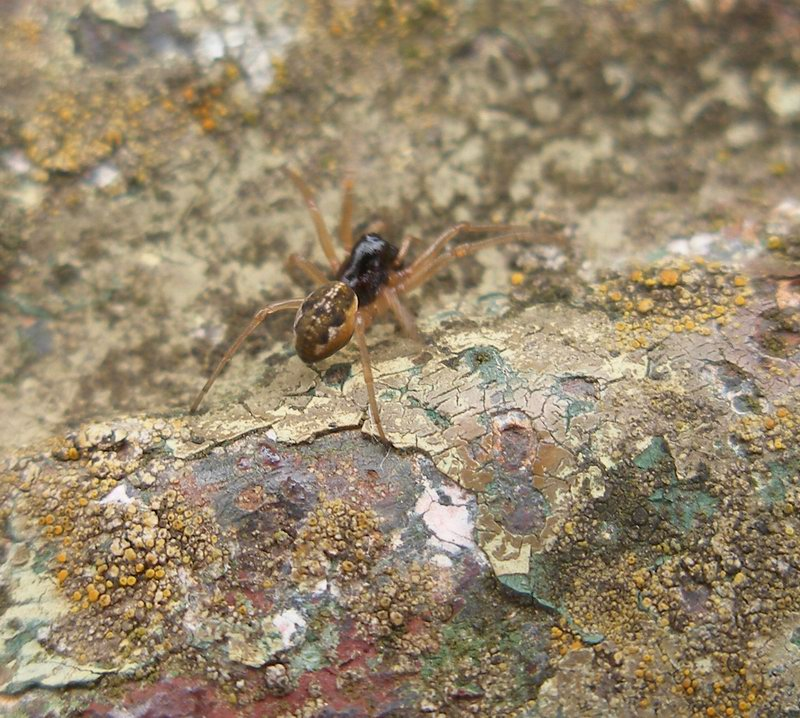
Am Boden jagende Dunkle Dickkieferspinne (P. degeeri)

Die ausgewachsenen Tiere der Dickkieferspinnen jagen im Gegensatz zu den meisten anderen der Überfamilie der Radnetzspinnen (Araneoidea) zugehörigen Arten nicht mehr mit Spinnennetzen, sondern jagen freilaufend am Boden. Es besteht die Vermutung, dass die Gattung sich im Laufe der Evolution aus netzbauenen Vorfahren entwickelt und sich dieses Verhalten nach und nach zurückentwickelte. Außerdem sind bei den ausgewachsenen Spinnen die für den Netzbau notwendigen Hilfsklauen an den Tarsen und der Apparat der Spinndrüsen für die Fangfäden, die sog. „Glandulae aggregatae“ zurückgebildet.
Trotz alledem konnte beobachtet werden, dass unter Laborbedingungen adulte Tiere zwar keine offensichtlichen Fangnetze, aber dafür desolate Gespinste anlegen, deren Fäden miteinander verschmolzen bzw. ineinander verschlungen erscheinen. Der Zweck dieser Fadenwerke ist bislang unbekannt. Eventuell dienen sie ebenfalls dem Erwerb von Beutetieren.

#### Netzbau der Jungtiere
Die heranwachsenden Spinnen, die über längere Tarsen als die ausgewachsenen verfügen, legen wie für Streckerspinnen (Tetragnathidae) üblich Radnetze an, deren Durchmesser bis zu etwa sechs Zentimeter beträgt und die in Höhen von zwei bis acht Zentimetern waagerecht positioniert über dem Boden angelegt werden. Durch die feinen Seidefäden sind die Netze sehr empfindlich und können auch durch stärkeren Tauansatz zerstört werden. Deshalb werden für die Anlegung der Netze niedrigere Pflanzen wie Gräser und Moose bevorzugt, an denen das Spinnennetz den Sonnenstrahlen frei ausgesetzt ist und sich somit keine übermäßigen Mengen an Tau ansammeln können. Allerdings wurden auch schon Spinnennetze junger Dickkieferspinnen in Hufabtritten von Pferden oder Rindern gesichtet. Im Allgemeinen sind die Netzkonstruktionen in der Vegetation sehr unauffällig und werden zumeist nur durch Tau oder durch die daran befindlichen Spinnen selber sichtbar. Die Spinnen selber halten sich zumeist unter der Netznarbe auf, ziehen sich aber bei sehr starker Sonneneinstrahlung an Pflanzenteile in direkter Nähe zum Netz zurück.
Die Netze sind wie die anderer Streckerspinnen vergleichsweise kurzmaschig angelegt und weisen eine lochförmige Narbe mit einem Durchmesser von 0,3 bis 0,7 Millimetern auf. Der äußere Befestigungsring der Narbe mündet in eine drei bis 14 (durchschnittlich 9) Millimeter breite Zone, die von Fäden freigelegt ist und wo die Radialfäden noch nicht mit den Fangfäden der Spirale verbunden sind. Die Fangfadenzone, die direkt nach dieser Zone folgt, weist eine neun bis 14 (zumeist 12) Millimeter betragende Breite auf und in ihr sind die Radialfäden mit den Fangfäden verknüpft. Gehalten wird das Netz von 13 bis 17 (durchschnittlich 15) Radialfäden, von denen einige nicht die Befestigungszone des Netzes erreichen, sondern vorher miteinander verschmelzen. Dazu treten einige Querfäden. Die zum Zweck des Beutefangs mit 0,5 bis 3,85 (durchschnittlich 1,6) Mikrometer großen Leimtropfen bedeckte Fangspirale erscheint durch zusätzlich angelegte Fäden ziemlich unregelmäßig. Die Tropfen sind fünf bis 11,2 Mikrometer voneinander entfernt. Der Durchschnitt liegt hier bei 7,7, wobei größere Tropfen einen größeren Abstand zueinander aufweisen als kleinere. Vereinzelt findet man unregelmäßig geformte Tropfen mit einer Größe von bis zu 18,9 Mikrometern, die etwa auf den Radial- oder Rahmenfäden befindlich sein und eventuell aus überschussiger Kittsubstanz bestehen können. Neben der Fangspirale verfügen auch einige der Querfäden der Radialfäden über Leimtropfen. Die Fangspirale besteht aus 15 bis 28 (meistens 21) Umläufen mit einem Abstand von 0,28 bis 0,94 (oft 0,53) Millimetern. Die Befestigungszone der Fäden nimmt eine Breite von einem Millimeter ein. Der äußere Ring der Spirale, die zumeist nicht an den Rahmen hinanreicht, mündet demzufolge oft in einer weiteren freien Zone unterschiedlicher Breite.

### Lebenszyklus und Phänologie
Über den Lebenszyklus der Dickkieferspinne ist mit Ausnahme von dem der Großen Dickkieferspinne (P. clercki) nicht viel überliefert. Die Phänologie (Aktivitätszeit) ausgewachsener Individuen beläuft sich bei der Großen, der Dunklen (P. degeeri) und der Wald-Dickkieferspinne (P. listeri) auf das ganze Jahr.
Bei der Paarung stehen beide Geschlechtspartner gegenüber und das Männchen ergreift je nach Art unterschiedlich die Cheliceren des Weibchens. Die Paarung der Großen Dickkieferspinne dauert zwei Stunden. Dabei wird der jeweils eingeführte Bulbus nur einmal nach der ersten Stunde gewechselt. Während der Insertion (Einfuhr) des Spermas kontraktiert sich die gelbe, kugelige „Blase“ des Bulbus rhythmisch. Nach Abschluss der zweiten Insertion verharren Männchen und Weibchen noch in der Paarungsstellung für 10 bis 12 Minuten. Nach der Paarung streicht das Weibchen mithilfe des dritten Beinpaars einen großen, zähen und klaren Flüssigkeitstropfen aus der Vulva, bringt ihn an die Mundöffnung und saugt ihn restlos auf. Der Zweck dieses eigenartigen Verhaltens ist unbekannt.
Einige Zeit nach der Paarung legt das begattete Weibchen einen Eikokon an. Eine Brutpflege konnte bei den Dickkieferspinnen nicht beobachtet werden.

## Systematik

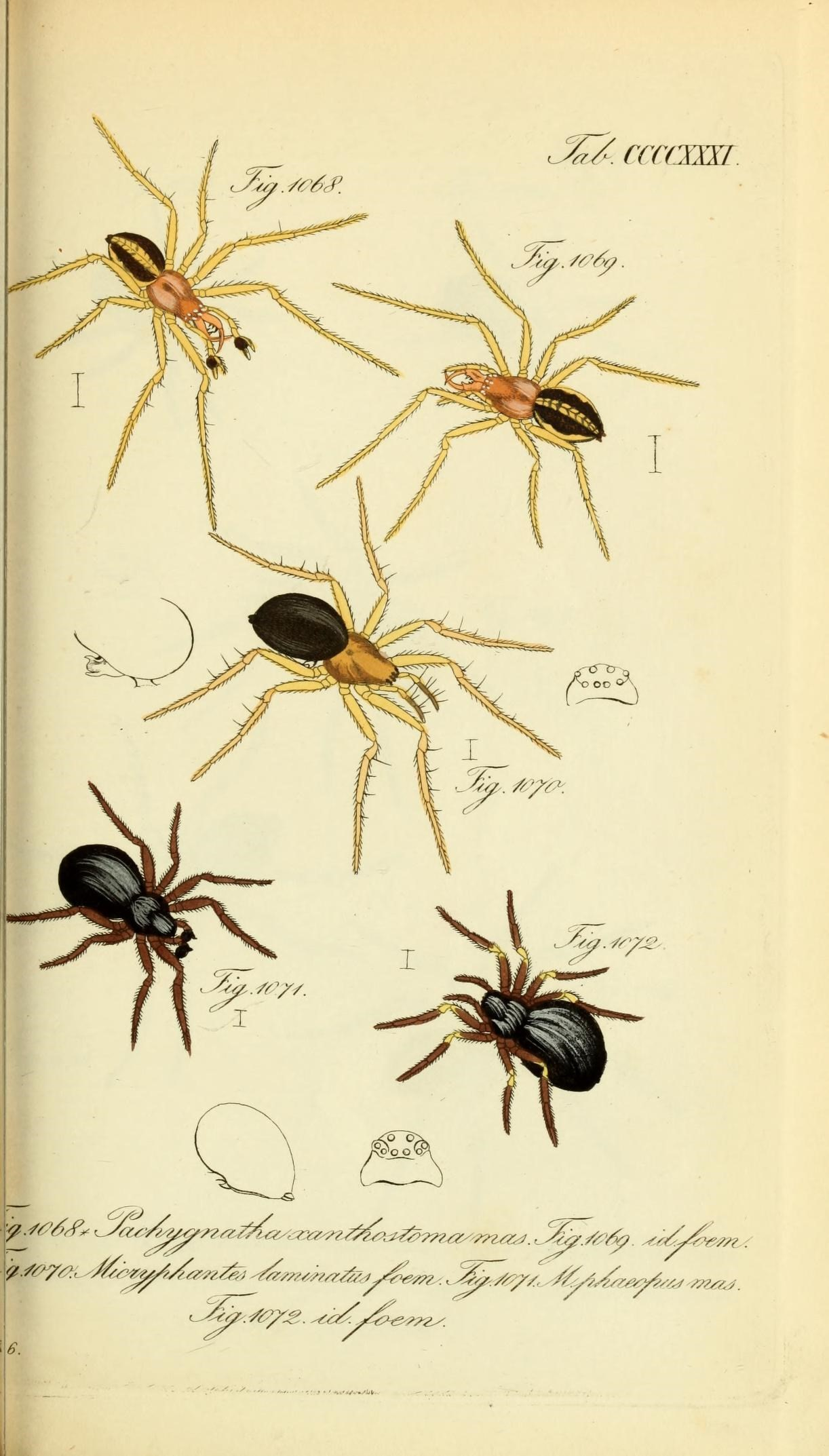
Ausschnitt aus Die Arachniden von Carl Ludwig Koch (1820), links oben Pachygnatha xanthostoma.

Die Gattung der Dickkieferspinnen wurde 1823 von Carl Jakob Sundevall erstbeschrieben. Die Typusart der Gattung ist die Große Dickkieferspinne (P. clercki).

### Umstrittene Zugehörigkeit
Insbesondere früher war die taxonomische Zugehörigkeit der Dickkieferspinnen bedingt durch deren Lebensweise stark umstritten, und es wurde erwogen, sie aus der Familie der Streckerspinnen (Tetragnathidae) in eine andere oder sogar ganz in eine andere Unterordnung der Webspinnen umzugliedern. Durch morphologische Übereinstimmungen wurde die noch immer gültige Zugehörigkeit aber bestätigt. Eine weitere Annahme, die gegen eine Zugehörigkeit zu den Streckerspinnen sprach, war die nun widerlegte, dass die für die Leimfäden notwendigen Spinndrüsen bei den Dickkieferspinnen nicht vorhanden seien. Zu früheren Zeiten wurden überdies nur von wenigen Forschern die Spinnennetze der Jungtiere belegt, was die Zweifel an der Zugehörigkeit verstärkte.

### Arten
Der World Spider Catalog listet für die Gattung Pachygnatha aktuell 44 Arten mitsamt Unterarten. Diese und ihre globalen Verbreitungen sind:
- Pachygnatha amurensis Strand, 1907 — Russland
- Pachygnatha atromarginata Bosmans & Bosselaers, 1994 — Kamerun
- Pachygnatha autumnalis Marx, 1884 — Vereinigte Staaten, Kanada, Kuba
- Pachygnatha bispiralis Nzigidahera & Jocqué, 2014 — Burundi
- Pachygnatha bonneti Senglet, 1973 — Spanien
- Pachygnatha brevis Keyserling, 1884 — Vereinigte Staaten, Kanada
- Pachygnatha calusa Levi, 1980 — Vereinigte Staaten
- Große Dickkieferspinne (P. clercki) (Sundevall, 1823) - Holarktis
- Pachygnatha clerckoides Wunderlich, 1985 — Bulgarien, Mazedonien
- Dunkle Dickkieferspinne (P. degeeri) Sundevall, 1830 - Paläarktis
  - Pachygnatha degeeri degeeri Sundevall, 1830 — Paläarktis
  - Pachygnatha degeeri dysdericolor Jocqué, 1977 — Marokko
- Pachygnatha dorothea McCook, 1894 — Vereinigte Staaten, Kanada
- Pachygnatha fengzhen Zhu, Song & Zhang, 2003 — China
- Pachygnatha furcillata Keyserling, 1884 — Vereinigte Staaten
- Pachygnatha goedeli Bosmans & Bosselaers, 1994 — Kamerun
- Pachygnatha hexatracheata Bosmans & Bosselaers, 1994 — Kamerun
- Pachygnatha intermedia Nzigidahera & Jocqué, 2014 — Burundi
- Pachygnatha jansseni Bosmans & Bosselaers, 1994 — Kamerun
- Pachygnatha kiwuana Strand, 1913 — Kongo
- Pachygnatha leleupi Lawrence, 1952 — Kamerun, Kongo, Malawi, Simbabwe
- Wald-Dickkieferspinne (Pachygnatha listeri) Sundevall, 1830 — Paläarktis
- Pachygnatha longipes Simon, 1894 — Madagaskar
- Pachygnatha monticola Baba & Tanikawa, 2018 — Japan
- Pachygnatha mucronata Tullgren, 1910 - Ostafrika
  - Pachygnatha mucronata comorana Schmidt & Krause, 1993 — Komoren
  - Pachygnatha mucronata mucronata Schmidt & Krause, 1993 — Ostafrika
- Pachygnatha ochongipina Barrion & Litsinger, 1995 — Philippinen
- Pachygnatha okuensis Bosmans & Bosselaers, 1994 — Kamerun
- Pachygnatha opdeweerdtae Bosmans & Bosselaers, 1994 — Kamerun
- Pachygnatha palmquisti Tullgren, 1910 — Kenia, Tansania
- Pachygnatha procincta Bosmans & Bosselaers, 1994 — Kamerun, Kenia
- Pachygnatha quadrimaculata (Bösenberg & Strand, 1906) — Russland, China, Korea, Japan
- Pachygnatha rotunda Saito, 1939 — Japan
- Pachygnatha ruanda Strand, 1913 — Ruanda
- Pachygnatha simoni Senglet, 1973 — Spanien
- Pachygnatha sundevalli Senglet, 1973 — Portugal, Spanien
- Pachygnatha tenera Karsch, 1879 — China, Korea, Japan
- Pachygnatha terilis Thaler, 1991 — Schweiz, [Österreich], Italien
- Pachygnatha tristriata C. L. Koch, 1845 — Vereinigte Staaten, Kanada
- Pachygnatha tullgreni Senglet, 1973 — Portugal
- Pachygnatha ventricosa Nzigidahera & Jocqué, 2014 — Burundi
- Pachygnatha vorax Thorell, 1895 — Myanmar
- Pachygnatha xanthostoma C. L. Koch, 1845 — Vereinigte Staaten, Kanada
- Pachygnatha zappa Bosmans & Bosselaers, 1994 — Kamerun, Kenia, Malawi, Südafrika
- Pachygnatha zhui Zhu, Song & Zhang, 2003 — China

### Synonymisierte Arten
Folgende fünf ehemalige Arten der Dickkieferspinnen wurden mittlerweile mit anderen innerhalb der gleichen Gattung synonymisiert und verloren somit ihren Artstatus. Die Arten sind:
- Pachygnatha gaoi Zhu, Song & Zhang, 2003 - 2015 synonymisiert mit Pachygnatha amurensis unter Marusik, Azarkina & Omelko.
- Pachygnatha kuratai Levi, 1951 - 1980 synonymisiert mit Pachygnatha dorothea unter Levi.
- Pachygnatha nipponica (Kishida, 1936) - 1983 synonymisiert mit Pachygnatha quadrimaculata unter Yaginuma in Brignoli.
- Pachygnatha sewardi Chamberlin & Ivie, 1947 - 1980 synonymisiert mit der Großen Dickkieferspinne (P. clercki) unter Levi.
- Pachygnatha yiliensis (Hu & Wu, 1985) - 2003 synonymisiert mit der Dunklen Dickkieferspinne (P. degeeri) unter Zhu, Song & Zhang.